# Nesher
Nesher (em hebraico:  נֶשֶׁר) é uma cidade de Israel, no distrito de Haifa, com 21.300 habitantes.